# فولفغانغ شوبر
فولفغانغ شوبر (بالألمانية: Wolfgang Schober)‏ هو لاعب كرة قدم نمساوي في مركز حراسة المرمى، ولد في 6 يوليو 1989 في ميونخ في ألمانيا. شارك مع منتخب النمسا تحت 19 سنة لكرة القدم. أما مع النوادي، فقد لعب مع ريد بول سالزبورغ ونادي رييد ونادي هارتبيرغ ونادي واكر إنسبروك.

## وصلات خارجية
- فولفغانغ شوبر على موقع قاعدة بيانات كرة القدم.إي يو (الإنجليزية)
- فولفغانغ شوبر على موقع Soccerway.com (الإنجليزية)
- فولفغانغ شوبر على موقع عالم كرة القدم.نت (الإنجليزية)